# 高增乡
高增乡，是中华人民共和国贵州省黔东南苗族侗族自治州从江县下辖的一个乡镇级行政单位。

## 行政区划
高增乡下辖以下地区：
高增村、银良村、美德村、建华村、新生村、小黄村、弄向村、朝里村、岜扒村、占里村、托里村和付中村。

## 中国传统村落
2013年8月，岜扒村被评为第二批中国传统村落。